# Meijel

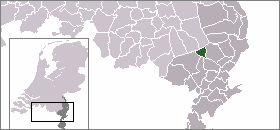
Meijels läge

Meijel är en historisk kommun i provinsen Limburg i Nederländerna. Kommunens totala area är 20,04 km² (där 0,20 km² är vatten) och invånarantalet är på 5 848 invånare (2005).